# Saint-Sernin (Aude)
Saint-Sernin é uma comuna francesa na região administrativa de Occitânia, no departamento de Aude. Estende-se por uma área de 6,53 km². Em 2010 a comuna tinha 41 habitantes (densidade: 6,3 hab./km²).